# 서문경 (배우)
서문경(徐汶慶, 1968년 11월 22일 ~ 현재)은 대한민국의 영화 배우이다.

## 출연작

### 영화
- 2009년 《낙타는 말했다》 ... 건달 역
- 2002년 《광복절 특사》 ... 보안과 교도관 역
- 2002년 《긴급조치 19호》 ... 공원경찰 역
- 2002년 《울랄라 씨스터즈》 ... 취객 역
- 2002년 《싸울아비》
- 2001년 《인디안 썸머》 ... 황규식 역
- 1998년 《남자의 향기》 ... 해포 건달 1 역
- 1997년 《스카이 닥터》 ... 군인 1 역
- 1997년 《창》
- 1997년 《마리아와 여인숙》 ... 샤워장 남 역

### 텔레비전 드라마
- 1997년 SBS 《임꺽정》
- 1997년 SBS 《설촌별곡》
- 1993년 MBC 《일지매》

## 주요 경력
- 1997년 제35회 대종상영화제 신인배우 선발대회 당선
- 연극경력 7년

## 바로 가기
- 서문경 - 한국영화 데이터베이스